# Cestradoretus clypealis
Cestradoretus clypealis är en skalbaggsart som beskrevs av Frey 1976. Cestradoretus clypealis ingår i släktet Cestradoretus och familjen Rutelidae. Inga underarter finns listade i Catalogue of Life.